# Berwick Castle
Berwick Castle är ett slott i Storbritannien.   Det ligger i grevskapet och kommunen Northumberland i riksdelen England, i den centrala delen av landet, 500 km norr om huvudstaden London. Berwick Castle ligger 32 meter över havet.
Terrängen runt Berwick Castle är platt. Havet är nära Berwick Castle åt nordost.  Närmaste större samhälle är Berwick-upon-Tweed, 1,3 km nordost om Berwick Castle.